# Eric Nilsson Agner
Eric Nilsson Agner, född omkring 1642 i Arnäs socken, död 1727, var en svensk matematiker och lantmätare.

## Biografi
Agner föddes som son till en bonde i Angsta, Arnäs socken. Från 1680 verkade han som extraordinarie lantmätare och blev 1683 ordinarie lantmätare i Södermanlands län. 1720 erhöll han avsked och bodde därefter på Bönsta gård utanför Nyköping.  Agner var även en flitig författare av läroböcker i matematik och läntmäteri.

## Läroböcker

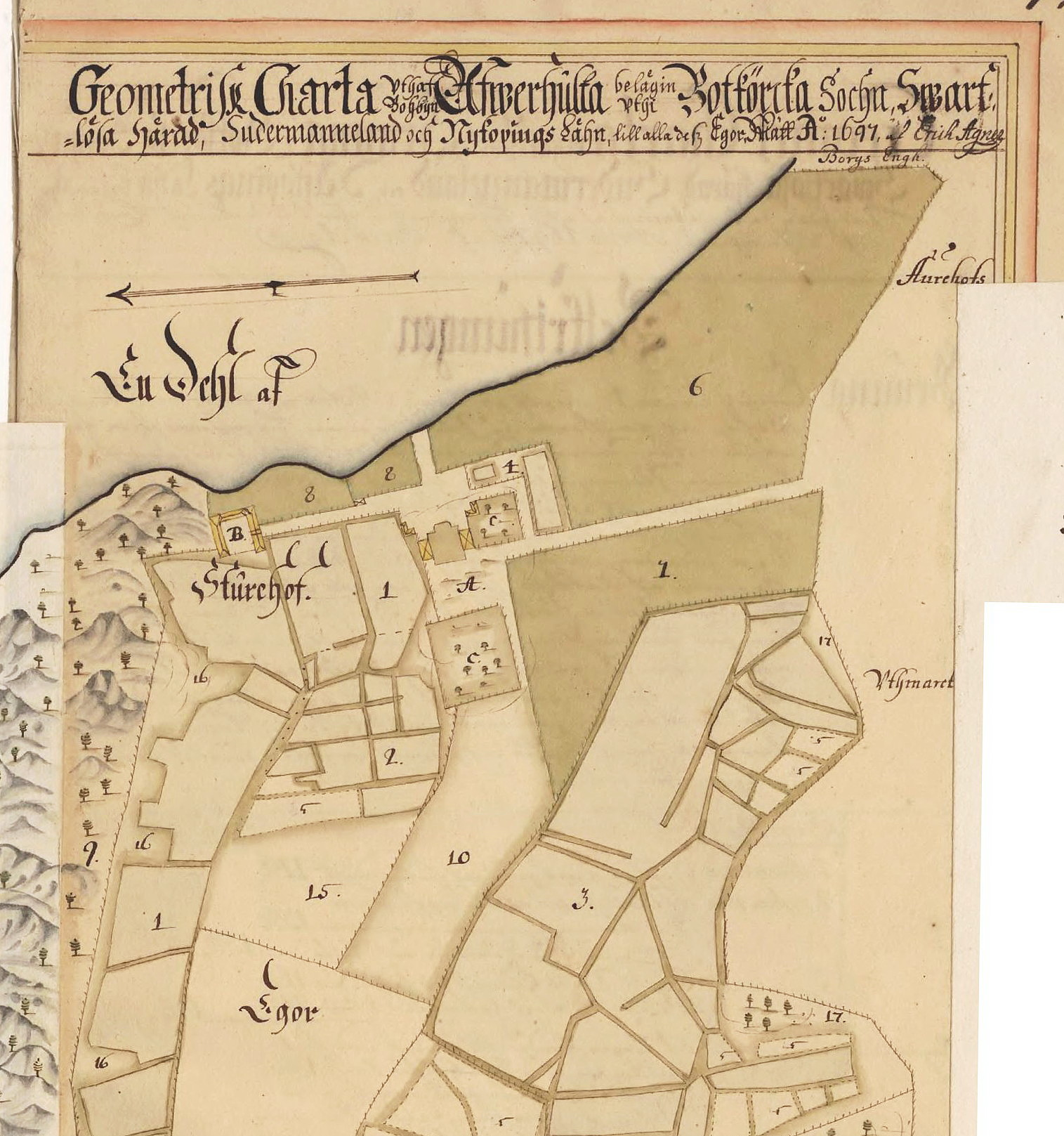
Del av karta över Sturehovs ägor, upprättad 1697 av Eric Nilsson Agner.

Hans läroböcker innehåller ofta en mängd kuriositeter, och är i alla stycken inte alltid utomordentligt pedagogiska, men är skrivna på ett enkelt och lättfattligt sätt. Bland hans arbeten märks Arithmetica fractionum, thet är: Räknekonst vthi brutné-tahl, innehållandes the dehlar och stycken som der wid fordras (och på fölljande blad upteknade finnas) uti en så klar method framwijste och utharbetade, at en incipient som uti speciebus arithmeticis integris någorlunda öfwader, den samma utan särdeles möda, allenast af egen flijt skal kunna fatta och begrijpa. Fäderneslandsens vngdom til nytta och bruk af åtskillige authorer, i ett kort begrep sammanfattadt (1710), Kort och ny method til at extrahera radices quantitatum per tabulam logarithmorum. Anwist och i Huset bracht. (1710), Geodaesia Suecana eller Örtuga delo-bok, hwar uti följande , delar hufwudsakeligen beskrifwes: I. Om jorde-mätning i gemen, dess grund-skapelser, samt huru man deras innehåld och wärde finna kan. II. Om instrumenter som til mätningens afgörande fordras, deras bruk, samt en kort berättelse om Sweriges gamla myntz gällande. III. Huru jorde-ägor emellan åtskillige lått-lagare lageligen samt konsteligen fördelas böra. IV. .Om råå och rör eller gräntzemärkens tilstånd och beskaffenheter &c. Theoretico-practice sammanskrifwen. (Med 'Appendix, innehållande åtskil- lige curieuse problemata eller lustiga frågor, samt deruppå uti mathesi grundade swar\) (1730), Arith-metica eller Räkne-konst, med nödige grund-reglor och öfnings-mönster försedd. Och till fädernes-landets tienst och nytto sammanskrefwen. (1743).
I Kungliga biblioteket finns omfattande manuskript av Agner bevarade. Det ena är en geometri, huvudsakligen avsedd för lantmätare, det andra är en lära om räkning med logaritmer, med appendix innehållande hundra aritmetiska problem.